# Karl Alexander Müller
Karl Alexander Müller (20 tháng 4 năm 1927 – 9 tháng 1 năm 2023) là nhà vật lý người Thụy Sĩ đã đoạt Giải Nobel Vật lý năm 1987 chung với Johannes Georg Bednorz cho công trình nghiên cứu của họ về Siêu dẫn nhiệt độ cao ở vật liệu gốm.

## Tiểu sử

### Thời trẻ
Karl Müller sinh tại Basel, Thụy Sĩ, ngày 20.4.1927, nhưng gia đình ông đã di chuyển ngay sang Salzburg, Áo, nơi cha ông học âm nhạc. Sau đó mẹ con ông di chuyển về Dornach, gần Basel. Rồi họ lại di chuyển về Lugano, trong vùng nói tiếng Ý của Thụy Sĩ, nơi ông học nói tiếng Ý lưu loát. Mẹ ông qua đời khi ông lên 11 tuổi.
Sau cái chết của người mẹ, Müller được đưa vào học ở trường "Evangelical College" tại Schiers, trong miền đông Thụy Sĩ. Ông học ở đây 7 năm, từ năm 1938 tới 1945, đậu bằng tú tài. Sau đó ông ghi tên học Vật lý học và Toán học ở ETH Zürich, tại đây các giáo trình của giáo sư Wolfgang Pauli đã gây ấn tượng mạnh nơi ông. Sau khi tốt nghiệp, ông làm việc một năm, rồi trở lại học tiếp và nộp luận án tiến sĩ cuối năm 1957.

### Sự nghiệp
Müller gia nhập Viện tưởng niệm Battelle (Battelle Memorial Institute) ở Genève, sớm trở thành người quản lý nhóm cộng hưởng từ. Trong thời gian này, ông làm giảng viên ở Đại học Zürich, và làm việc trong IBM Zürich Research Laboratory (Phòng thí nghiệm nghiên cứu của hãng IBM ở Zürich), tại Rüschlikon từ năm 1963 cho tới khi nghỉ hưu.
Khi còn là sinh viên chưa tốt nghiệp, Müller nghiên cứu về hiệu ứng Hall ở thiếc, một bán kim loại, dưới sự hướng dẫn của giáo sư G. Busch. Sau đó ông nghiên cứu trong một năm về hệ thống máy chiếu Eidophor tầm rộng ở "Ban nghiên cứu Công nghiệp" của ETH Zürich.
Các nghiên cứu của ông ở phòng thí nghiệm nghiên cứu của hãng IBM trong hầu hết 15 năm đều tập trung vào SrTiO3 (stronti titanate) và các hợp chất perovskit liên quan. Ông nghiên cứu các đặc tính quang-chromic của chúng khi pha với các ion kim loại chuyển tiếp khác nhau; các đặc tính liên kết hóa học, sắt điện của chúng cùng các hện tượng tới hạn của các chuyển tiếp pha (phase transition) cơ cấu của chúng.

## Công trình đoạt giải Nobel
Trong đầu thập niên 1980, Müller bắt đầu tìm kiếm các chất có thể trở nên siêu dẫn ở nhiệt độ cao. Mức siêu dẫn cao nhất (Tc) có thể đạt tới ở thời đó là khoảng 23 K. Năm 1983 Müller tuyển Johannes Georg Bednorz vào Phòng thí nghiệm của IBM, để giúp ông thử nghiệm có hệ thống các oxide khác nhau. Năm 1986 hai người đã thành công trong việc thực hiện tính siêu dẫn ở lanthanum barium copper oxide (oxide đồng bari lanthan) (LBCO) ở nhiệt độ 35 K. Hơn 75 năm trước đó, nhiệt độ tới hạn đã tăng từ 11 K năm 1911 tới 23 K năm 1973 và giữ nguyên trong 13 năm. Như vậy mức 35 K là vô cùng cao theo các tiêu chuẩn hiện hành của việc nghiên cứu tính siêu dẫn. Khám phá này đã khuyến khích rất nhiều nghiên cứu bổ sung về siêu dẫn nhiệt độ cao, dẫn đến việc phát hiện ra các hợp chất như Bismuth strontium calcium copper oxide (BSCCO) (Tc = 107 K) và Yttrium barium copper oxide (YBCO) (T'c = 92 K).
Họ đã báo cáo công trình phát hiện của họ trên "Zeitschrift für Physik" (Tạp chí Vật lý) số tháng 4 năm 1986. Trước cuối năm đó, Shoji Tanaka ở Đại học Tokyo rồi Chu Kinh Vũ ở Đại học Houston riêng từng người đều xác nhận kết quả trên kia của họ. Ít tháng sau Chu Kinh Vũ đã đạt được tính siêu dẫn ở 93 K.
Năm 1987 Müller và Bednorz cùng được trao chung giải Nobel Vật lý — thời gian ngắn nhất giữa công trình khám phá và việc trao giải từ trước tới nay.

## Đời tư
Müller kết hôn với Ingeborg Marie Louise Winkler trong mùa xuân năm 1956. Họ có một con trai, Eric, sinh trong mùa hè năm 1957, và một con gái, Silvia, sinh năm 1959.

## Giải thưởng và Vinh dự
- Viện sĩ nước ngoài Viện hàn lâm Khoa học quốc gia Hoa Kỳ (1989),
- Giải Tsukuba đặc biệt (1989)
- Giải Fritz London Memorial thứ 13 (1987)
- Giải Dannie Heineman (1987)
- Giải Robert Wichard Pohl (1987)
- Giải Hewlet Packard (1988)
- Giải Marcel-Benoist (1986)
- Giải Nobel Vật lý (1987) (chung với Johannes Georg Bednorz)
- Giải Minnie Rosen (1988)